# Ioan Avram
Ioan Avram (* 28. Juni 1931 in Popeni, Mirșid, Kreis Sălaj) ist ein ehemaliger rumänischer Politiker der Rumänischen Kommunistischen Partei (PCR), der unter anderem zwischen 1965 und 1987 Minister verschiedener Ressorts sowie zwischen 1984 und 1985 Vize-Ministerpräsident war.

## Leben
Ioan Avram besuchte von 1943 bis 1951 das „Matei Basarab“-Gymnasium in Bukarest und begann danach ein Studium an der Fakultät für Mechanik des Polytechnischen Instituts in Kiew, das er 1956 abschloss und dort einen Doktorgrad im Fach Maschinenbau erwarb. Nach seiner Rückkehr wurde er im Juli 1956 Mitglied der Rumänischen Arbeiterpartei PMR (Partidul Muncitoresc Român) und begann seine berufliche bei dem Energie- und Ölanlagenhersteller Vulcan București, in dem er nach einander Ingenieur, Chef der Schweißtechnischen Sektion, Leitender Ingenieur sowie Chefingenieur war. Er fungierte zudem seit 1957 als Mitglied des Parteikomitees von Vulcan București sowie zwischen 1957 und dem 20. Juni 1963 als Mitglied des Büros des Parteikomitees von Bukarest. Er war von 1961 bis 1963 Direktor von Vulcan București sowie im Anschluss zwischen 1963 und 1965 Generaldirektor des Betriebes für Maschinen und Anlagenbau in Reșița. Während dieser Zeit war er von 1963 und 1965 auch Mitglied des Parteikomitees der Region Banat. 1965 wurde er Mitglied der Großen Nationalversammlung (Marea Adunare Națională) und gehörte dieser bis 1989 an.
Im Anschluss wechselte Avram in die Regierung und war zwischen 1965 und dem 23. Januar 1967 zunächst Vize-Minister sowie anschließend vom 23. Januar bis zum 13. März 1969 Erster Vize-Minister für Maschinenbau. Am 13. März 1969 übernahm er im Kabinett Maurer V den Posten als Minister für Maschinenbau (Ministrul construcțiilor de mașini) und hatte diesen bis zum 1. November 1972 inne. Auf dem Zehnten Parteitag der PCR (6. bis 12. August 1969) wurde er Mitglied des Zentralkomitees (ZK) der PCR und hatte diese Funktion bis zum Vierzehnten Parteitag der PCR (20. bis 24. November 1989) und damit bis kurz vor dem Zusammenbruch des Kommunismus im Zuge der Revolution am 22. Dezember 1989 inne. Im Zuge einer Umorganisation der Ministerien übernahm er am 1. November 1972 im Kabinett Maurer V das Amt des Ministers für Schwermaschinenbauindustrie (Ministrul industriei construcțiilor de mașini grele) und hatte dieses Ministeramt zwischen dem 29. März 1974 und dem 18. März 1975 auch im Kabinett Mănescu I sowie vom 18. März 1975 bis zum 30. August 1979 im Kabinett Mănescu II inne.
Im Rahmen einer neuerlichen Umstrukturierung der Regierung wurde Ioan Avram im Kabinett Mănescu II am 1. September 1975 wiederum Minister für Maschinenbau und übte diese Funktion vom 30. März 1979 bis 29. März 1980 im Kabinett Verdeț I, zwischen dem 29. März 1980 und dem 20. Mai 1982 im Kabinett Verdeț II sowie vom 21. Mai 1982 bis zum 28. März 1985 im Kabinett Dăscălescu I aus. Im Kabinett Dăscălescu I wurde er am 6. April 1984 zudem Vize-Ministerpräsident (Viceprim-ministru al Guvernului) und hatte diese Position vom 29. März 1985 bis 18. Oktober 1985 auch im Kabinett Dăscălescu II. Des Weiteren war er zwischen dem 7. Dezember 1984 und dem 26. November 1985 Vorsitzender des Rates zur Koordinierung der Entwicklung der Grundlagen und des Betriebes eines nationalen Energiesystems. Nach einer weiteren Umbildung des zweiten Kabinetts fungierte er zwischen dem 11. November 1985 und dem 8. März 1986 erst als Minister für Bauindustrie (Ministrul construcțiilor industriale) sowie danach vom 8. März 1986 bis zum 1. Oktober 1987 als Minister für Elektrizitätswirtschaft (Ministrul energiei electrice). Nach seinem Ausscheiden aus der Regierung wurde er im Dezember 1987 Direktor der Schiffswerft Oltenița und war daneben bis zum Sturz des neostalinistischen Diktators Nicolae Ceaușescu am 22. Dezember 1989 auch Mitglied des Obersten Rates für wirtschaftliche und soziale Entwicklung.
Für seine langjährigen Verdienste wurde Avram mehrfach ausgezeichnet und erhielt unter anderem 1964 den Orden der Arbeit Dritter Klasse (Ordinul Muncii), 1966 den Orden 23. August Vierter  Klasse (Ordinul 23. August), 1969 den Orden der Arbeit Zweiter Klasse sowie 1971 den Stern der Sozialistischen Republik Rumänien Erster Klasse (Ordinul Steaua Republicii Socialiste Romania).